# FRESH CAMPUS CONTEST
FRESH CAMPUS CONTEST（フレッシュキャンパスコンテスト）は、日本一の新入生を決めるミス・コンテストである。

## 概要
FRESH CAMPUS CONTEST（通称：フレキャン）は、全国の新入生から日本一の新入生を決めるミス・コンテストであり、近年はグランプリを"日本一かわいい新入生"と呼称している。
審査方法が年度によって異なり、Web投票や審査員票のほか、2015年度と2016年度のC CHANNEL、2016年度以降のSHOWROOM、2017年度からのTwitter（特定ツイートに対するリツイート数が競われる。2023年時点では実施されていない。）、そして2019年以降のmystaといったネットメディアを利用する審査が加わっている。
SHOWROOM審査が導入された2016年度以降は、書類審査である1次審査のあと、前述のWeb投票、SHOWROOM、mystaを用いた2次・3次・4次・セミファイナル・ファイナルの合計6回の審査が行われることが一般的である。2次審査以降は例年5月から11月もしくは12月までの間にそれぞれ10日間程度の審査期間が設定される。なお、SHOWROOM審査においては審査期間を分割し前半・後半などの複数のSHOWROOMイベントによって審査が行われることがある。各審査結果の詳細はSHOWROOM・mystaの獲得得点を除き非公開であるが、近年はファイナル審査のうちWeb投票については中間発表として上位5名の氏名が公表されている。
参加者募集は公式サイトを通しておおよそ7月上旬までに3回程度行われる。

## 歴代受賞者
| 開催年度 | グランプリ | グランプリ       | 準グランプリ                  | 準グランプリ                    | 審査員特別賞                 | 審査員特別賞                                 | ファイナリスト数 |
| 開催年度 | 受賞者     | 学校             | 受賞者                        | 学校                            | 受賞者                       | 学校                                         | ファイナリスト数 |
| -------- | ---------- | ---------------- | ----------------------------- | ------------------------------- | ---------------------------- | -------------------------------------------- | ---------------- |
| 2010年度 | 坂田真希帆 | 慶應義塾大学     | 佐野莉子                      | 同志社大学                      | 選出せず                     |                                              | 10               |
| 2011年度 | 野中ちひろ | 立教大学         | 宇内梨沙                      | 慶應義塾大学                    | 選出せず                     |                                              | 10               |
| 2012年度 | 滝菜月     | 早稲田大学       | 茂手木葉奈                    | 慶應義塾大学                    | 選出せず                     |                                              | 9                |
| 2013年度 | 開催されず |                  |                               |                                 |                              |                                              |                  |
| 2014年度 | 中村麻美   | 青山学院大学     | 選出せず                      |                                 | 選出せず                     |                                              | 10               |
| 2015年度 | 春田奈々   | 洗足学園音楽大学 | 山崎南湖 井口綾子             | 青山学院大学                    | 選出せず                     |                                              | 24               |
| 2016年度 | 遠野愛     | 青山学院大学     | 小倉可愛 木戸玲奈             | 慶應義塾大学 東洋英和女学院大学 | 川村まり 桝井香奈 伊藤真莉   | 甲南大学 関西大学 東京大学                   | 20               |
| 2017年度 | 大脇有紗   | 名古屋外国語大学 | 五十嵐あい 刈川くるみ         | フェリス女学院大学 日本大学     | 中野暁 杉浦佳那香 松田絵里沙 | 群馬県立女子大学 武庫川女子大学 明治学院大学 | 20               |
| 2018年度 | 永松野々花 | 同志社大学       | 岡町綾乃 山中陽菜             | 上智大学 慶応義塾大学           | 西村未来望 中野唯 森千瑛香   | 同志社大学 広島女学院大学 日本医科大学       | 16               |
| 2019年度 | 中川紅葉   | 青山学院大学     | 望月優夢 斉藤里奈             | 早稲田大学 中央大学             | 村上由樹 坂本奈優 渡辺萌菜   | 共立女子短期大学 慶應義塾大学 中央大学       | 18               |
| 2020年度 | 石川真衣   | 立教大学         | 長谷川新奈 高岡奈々葉         | 明治学院大学 愛媛大学           | 加藤愛梨 川岸瑠那 金山喜乃花 | 中央大学 東洋大学 早稲田大学                 | 20               |
| 2021年度 | 有賀怜香   | 明治大学         | 松本奈子 坊迫咲藍             | 関西学院大学 武庫川女子大学     | 堺理沙 榎本ゆいな 髙村栞里   | 白百合女子大学 学習院大学 共立女子大学       | 20               |
| 2022年度 | 小杉怜子   | 青山学院大学     | 阪上朋花 滝⼝碧空             | 学習院大学 早稲田大学           | 石原未彩 沖玲萌 花田ゆり     | 日本女子大学 立教大学 関西大学               | 20               |
| 2023年度 | 辻村麻琴   | 明治大学         | 瀧下鈴 花田愛実               | 東京学芸大学 甲南女子大学       | 加藤怜 藤岡花 水越侑季       | 成城大学 日本大学 フェリス女学院大学         | 16               |
| 2024年度 | 稲垣瑠奈   | 法政大学         | ドリッシー野田未結 菊池陽奈乃 | 明治大学 津田塾大学             | 井田礼香 粕谷茉亜紗 城井香那 | 明治大学 大妻女子大学 立教大学               | 16               |

## 本コンテスト出身の主な人物
| 氏名                        | 学校               | 主な実績・所属 | 出場年度                       |
| --------------------------- | ------------------ | --- | ------------------------------ |
| 上野紗也加                  | 青山学院大学       | hovalメンバー | 2010年度ファイナリスト         |
| 廣田利佳                    | 慶應義塾大学       | アソビシステム所属 DJ | 2010年度ファイナリスト         |
| 宇内梨沙                    | 慶應義塾大学       | 元TBSアナウンサー | 2011年度準グランプリ           |
| 上村彩子                    | 上智大学           | TBSアナウンサー | 2011年度ファイナリスト         |
| 小久保結                    | 日本大学           | ABP inc.所属 女優 | 2011年度ファイナリスト         |
| 中山柚希                    | 青山学院大学       | キャンパスラボ代表兼プロデューサー | 2011年度ファイナリスト         |
| 滝菜月                      | 早稲田大学         | 日本テレビアナウンサー | 2012年度グランプリ             |
| 茂手木葉奈                  | 慶應義塾大学       | 元スプラウト所属 | 2012年度準グランプリ           |
| 川上莉央                    | 早稲田大学         | 声優・OL | 2012年度ファイナリスト         |
| 細野皐月                    | 上智大学           | 元スプラウト所属 | 2012年度ファイナリスト         |
| 吉田理紗                    | 立教大学           | シュガープラス所属 | 2012年度ファイナリスト         |
| 中村麻美                    | 青山学院大学       | CanCam it girlとして新語・流行語大賞2017大賞「インスタ映え」の授賞式に登壇 | 2014年度グランプリ             |
| 左近鈴乃                    | 武庫川女子大学     | JJ専属読者モデル・ViVigirl | 2014年度JJ賞                   |
| クロル舞                    | 慶應義塾大学       | テレビ山口アナウンサー | 2014年度RUMOR fashion賞        |
| 中村早希                    | 中京大学           | CanCam it girl | 2014年度ファイナリスト         |
| 藤田かんな                  | 成蹊大学           | AbemaTVアナウンサー | 2014年度ファイナリスト         |
| 秋山知宥                    | 青山学院大学       | 元ホリプロ所属 | 2014年度ファイナリスト         |
| 吉田ももみ                  | 早稲田大学         | 元Ray専属読者モデル・プリ❤クラ | 2014年度ファイナリスト         |
| 春田奈々                    | 洗足学園音楽大学   | SDM所属 ピアニスト・作曲家・タレント | 2015年度グランプリ             |
| 山崎南湖                    | 青山学院大学       | 元Photo Club Jewel | 2015年度準グランプリ           |
| 井口綾子                    | 青山学院大学       | アミューズ所属 タレント | 2015年度準グランプリ           |
| 福田千織                    | 日本女子大学       | JJ専属読者モデル・with girls スターメンバー | 2015年JJ賞                     |
| 中西萌                      | 中央大学           | 三桂PLUS所属 | 2015年度ファイナリスト         |
| 三代麻莉恵                  | 和光大学           | BlackDiamondメンバー | 2015年度ファイナリスト         |
| 遠野愛                      | 青山学院大学       | 福岡放送アナウンサー | 2016年度グランプリ             |
| 木戸玲奈                    | 東洋英和女学院大学 | テレ朝公式ウォッチガール | 2016年度準グランプリ           |
| 小倉可愛                    | 慶應義塾大学       | テレビ東京青春高校3年C組生徒 | 2016年度準グランプリ           |
| 桝井香奈                    | 関西大学           | with girls スターメンバー | 2016年度審査員特別賞           |
| 入澤優                      | 日本歯科大学       | テイファナエンターテインメント所属 タレント | 2016年度モデルプレス賞         |
| 尾台彩香                    | 実践女子大学       | アデッソ所属 モデル | 2016年度ファイナリスト         |
| 高嶋望和子                  | 青山学院大学       | レプロエンタテインメント所属・日本テレビZIP！ | 2016年度ファイナリスト         |
| 橋本紗奈                    | 中央大学           | 元キャンパスクイーン所属 元カレッジ・コスモスメンバー | 2016年度ファイナリスト         |
| 豊成春子                    | 神戸大学           | 四国放送アナウンサー | 2016年度ファイナリスト         |
| 藤澤真緒                    | 立命館大学         | ryhard Entertetainment所属 | 2016年度ファイナリスト         |
| 大脇有紗                    | 名古屋外国語大学   | 元SKE48メンバー | 2017年度グランプリ             |
| 刈川くるみ                  | 日本大学           | セント・フォース所属・news every.カルチャー＆スポーツキャスター | 2017年度準グランプリ           |
| 中野暁                      | 群馬県立女子大学   | 山形テレビアナウンサー | 2017年度審査員特別賞           |
| 松田絵里沙                  | 明治学院大学       | キャンパスクイーン所属 | 2017年度審査員特別賞           |
| 吉田恵美                    | 東京薬科大学       | ホリプロ所属 non-noカワイイ選抜 | 2017年度リゼウォーク賞         |
| 田口彩夏                    | 武蔵大学           | HTBアナウンサー | 2017年度ファイナリスト         |
| 西愛梨                      | 学習院女子大学     | non-noカワイイ選抜 | 2017年度ファイナリスト         |
| 岩本さくら                  | 信州大学           | オスカープロモーション所属 | 2017年度ファイナリスト         |
| 手島優里                    | 同志社女子大学     | シンフォニア所属 | 2017年度ファイナリスト         |
| 田部乃詠                    | 就実大学           | アローズエンタテインメント所属 | 2017年度ファイナリスト         |
| 永松野々花                  | 同志社大学         | 元セント・フォース関西所属 タレント・・今宮戎神社第68,69代福むすめ・テレビ西日本報道局報道部 | 2018年度グランプリ             |
| 岡町綾乃 （現・一城あやの） | 上智大学           | エイベックス・マネジメント所属・Ray専属読者モデル・プリ❤クラ・パラダイスポスト株式会社代表 | 2018年度準グランプリ           |
| 山中陽菜                    | 慶應義塾大学       | 宮城テレビアナウンサー | 2018年度準グランプリ           |
| 西村未来望                  | 同志社大学         | 愛媛朝日テレビ記者 | 2018年度審査員特別賞           |
| 中村美紅                    | 東海大学           | キャンパスクイーン所属・non-noカワイイ選抜・Merci Merci | 2018年度リゼウォーク賞他       |
| 加藤早和子                  | 青山学院大学       | NHK盛岡放送局スポーツキャスター | 2018年度ファイナリスト         |
| 和田弥月                    | 慶應義塾大学       | NHKアナウンサー・元Voicy公式ニュースパーソナリティ・元スペースクラフト所属 | 2018年度ファイナリスト         |
| 中川紅葉                    | 青山学院大学       | l'erable所属・元THE MIC-A-HOLICS所属・POWER PLAY PROMOTION（業務提携）・Gambit・Ray専属読者モデル・プリ❤︎クラ・AuDee『中川紅葉の脳内日録』・エッセイ『ココロすっぴん』・フジテレビ『EXITV』ナレーション・テレビ朝日『あざとくて何が悪いの? 』あざと連ドラ・花束とオオカミちゃんには騙されない・シッコウ!!〜犬と私と執行官〜・台日観光交流親善大使・訪日外国人観光親善プロジェクトアンバサダー・MBSラジオ『オレたちゴチャ・まぜっ！～集まれヤンヤン～』ヤンヤンガールズ17期生・Ray専属モデル | 2019年度グランプリ             |
| 斉藤里奈                    | 中央大学           | ソニー・ミュージックエンタテインメント所属・CanCam it girl・ミスマガジン2022ミス週刊少年マガジン・CanCam it girl ICONS・写真集『色彩』・NHK『Dearにっぽん』ナレーター | 2019年度準グランプリ           |
| 坂本奈優                    | 慶應義塾大学       | スプラウト所属 | 2019年度審査員特別賞           |
| 渡辺萌菜                    | 中央大学           | かすみ草とステラ・週刊プレイボーイグラビア・B.L.T.web『もえなす偶像研究室！』 | 2019年度審査員特別賞           |
| 山田璃々子                  | 慶應義塾大学       | スプラウト所属 | 2019年度テレビ朝日アスク賞     |
| 前原未夢                    | 沖縄女子短期大学   | カラーズ所属・新生★大阪24区ガールズ(此花このは)・夢みるアドレセンス(桜羽このは) | 2019年度mysta賞                |
| 松本華乃                    | フェリス女学院大学 | Ray専属読者モデル・プリ❤クラ | 2019年度ファイナリスト         |
| 石川真衣                    | 立教大学           | Ray専属読者モデル・プリ❤クラ・MBSラジオ『イマドキッJDナイト』・株式会社U Career CEO | 2020年度グランプリ             |
| 長谷川新奈                  | 明治学院大学       | 元AKB48（17期生） | 2020年度準グランプリ           |
| 高岡奈々葉                  | 愛媛大学           | G-PRODUCTION所属・MBSラジオ『イマドキッJDナイト』・愛媛朝日テレビ『#えひめジャーニー』 | 2020年度準グランプリ           |
| 加藤愛梨                    | 中央大学           | プラチナムプロダクション所属・週刊ヤングジャンプグラビア | 2020年度審査員特別賞           |
| 川岸瑠那                    | 東洋大学           | ヴィーナス2022年度メンバー・MBSラジオ『オレたちゴチャ・まぜっ!〜集まれヤンヤン〜』第15期ヤンヤンガールズ ・PRODUCE 101 JAPAN THE GIRLS練習生・KAWAII LAB. MATES・LUV所属・fav me | 2020年度審査員特別賞           |
| 小寺陽向                    | 東京都立大学       | サイバーエージェント社員・元生島企画室（現在のFIRST AGENT）所属・ZIP!静岡Weather・Planet Merry(小日向らら) | 2020年度テレビ朝日アスク賞     |
| 南野巴那                    | 洗足学園音楽大学   | 太田プロダクション所属・Ray専属読者モデル・プリ❤クラ・Eテレ『にほんごであそぼ』のはーな役 | 2020年度MISS COLLE賞他         |
| 石井杏奈                    | 跡見学園女子大学   | LOVE CCiNO・ミライサガシ~ MIRAISAGASHI~・RiNCENT♯(森本栞菜) | 2020年度ファイナリスト         |
| 絢瀬まる                    | 上智大学           | ひめもすオーケストラ・Merci Merci | 2020年度ファイナリスト         |
| 川原かな                    | 東京工科大学       | Glim Assembler(鈴音かな) | 2020年度ファイナリスト         |
| 富田明里                    | 立教大学           | 山口パッツファイブ アリーナMC・株式会社KとS 所属 | 2020年度ファイナリスト         |
| 門上華子                    | お茶の水女子大学   | サン・オフィス所属・2021ベルマーレクイーン | 2020年度ファイナリスト         |
| 有賀怜香                    | 明治大学           | テレ朝学生キャスター・神奈川県警察本部薬物銃器対策課一日大麻乱用防止対策官 | 2021年度グランプリ             |
| 松本奈子                    | 関西学院大学       | セイプロダクション C Claire(セ・クレール)所属・布施戎2022準ミス福娘 | 2021年度準グランプリ           |
| 坊迫咲藍 (現・笠野咲藍)     | 武庫川女子大学     | フジテレビ『オールナイトフジコ』フジコーズ | 2021年度準グランプリ           |
| 榎本ゆいな                  | 学習院大学         | ジャストプロ所属・TBS『王様のブランチ』リポーター | 2021年度審査員特別賞           |
| 髙村栞里                    | 共立女子大学       | フジテレビ『オールナイトフジコ』フジコーズ | 2021年度審査員特別賞           |
| 川村凜                      | 日本大学           | アービング所属 | 2021年度モデルプレス賞         |
| 小谷川莉乃                  | 関西学院大学       | CamCan it girl・TWIN PLANET所属・今宮戎神社福娘 | 2021年度CanCam賞               |
| 木戸結菜                    | 学習院大学         | 青森放送アナウンサー・スプラウト所属・令和6年度宝くじ幸運の女神 | 2021年度Bellcida賞             |
| 立花蘭                      | 白百合女子大学     | MBSラジオ『イマドキッJDナイト』・ミスマガジン2024ペスト16 SHOWROOM賞 | 2021年度クレーム・オ・ブール賞 |
| 北川満萌                    | 洗足学園音楽大学   | Cutie♡Cute(日名瀬満萌) | 2021年度ファイナリスト         |
| 小杉怜子                    | 青山学院大学       | MBSラジオ『イマドキッ キャンパスナイト』・フジテレビ『オールナイトフジコ』フジコーズ・non-noカワイイ選抜・MBSラジオ『オレたちゴチャ・まぜっ!〜集まれヤンヤン〜立志篇』ヤンヤンガールズジュニア1期生・神奈川県警察本部薬物銃器対策課一日大麻乱用防止対策官・海上自衛隊岩国基地フレンドシップデー 一日群司令・ミスいちご2024・MBSラジオ『オレたちゴチャ・まぜっ！～集まれヤンヤン～』ヤンヤンガールズ17期生                                                                                  | 2022年度グランプリ             |
| 阪上朋花                    | 学習院大学         | スペースクラフト所属・non-noカワイイ選抜 | 2022年度準グランプリ           |
| 沖玲萌                      | 立教大学           | VAZ所属・フジテレビ『オールナイトフジコ』フジコーズ・渋谷クロスFM『東京おしゃべり倶楽部RADIO』 | 2022年度審査員特別賞           |
| 雨宮凜々子                  | 東京女子大学       | CamCan it girl・MBSラジオ『イマドキッ キャンパスナイト』・フジテレビ『オールナイトフジコ』フジコーズ | 2022年度MISS COLLE賞他         |
| 安澤祐希                    | 関西大学           | アデッソ所属・MBSラジオ『イマドキッ キャンパスナイト』 | 2022年度RESEXXY賞              |
| 和田明果                    | 立命館大学         | RePLAY(HARUKA) | 2022年度MURUA賞                |
| 今井陽菜                    | 関西学院大学       | フジテレビ『オールナイトフジコ』フジコーズ | 2022年度ファイナリスト         |
| 大関ありさ                  | 早稲田大学         | MBSラジオ『イマドキッ キャンパスナイト』・MBSラジオ『オレたちゴチャ・まぜっ!〜集まれヤンヤン〜立志篇』ヤンヤンガールズジュニア1期生 | 2022年度ファイナリスト         |
| 鈴木心緒                    | 青山学院大学       | 映画『色のない少女』・映画『ノルマル17歳。』主演・映画『ゆい』主演・MBSラジオ『イマドキッ キャンパスナイト』・フジテレビ『オールナイトフジコ』フジコーズ・MBSラジオ『オレたちゴチャ・まぜ！〜集まれヤンヤン〜』・MBSラジオ『オレたちゴチャ・まぜっ！～集まれヤンヤン ～立志篇』ヤンヤンガールズジュニア2期生 | 2022年度ファイナリスト         |
| 辻本菜々穂                  | 奈良女子大学       | MBSラジオ『イマドキッ キャンパスナイト』 | 2022年度ファイナリスト         |
| つるわかさき                | 大阪音楽大学       | 豊中えびす祭り福娘 | 2022年度ファイナリスト         |
| 森田莉緒                    | 桜美林大学         | Aerolipop(夢咲めろあ) | 2022年度ファイナリスト         |
| 中嶋未来                    | 上智大学           | ワタナベエンターテインメント所属・大学生すべらない話王決定戦初代王者 | 2022年度ファイナリスト         |
| 辻村麻琴                    | 明治大学           | 田浦警察署防犯大使 | 2023年度グランプリ             |
| 花田愛実                    | 甲南女子大学       | セントフォース関西・CanCam it girl・テレビ岸和田『ミルっく』・ | 2023年度準グランプリ           |
| 加藤怜                      | 成城大学           | スプラウト所属・CanCam it girl・MBSラジオ『オレたちゴチャ・まぜっ！～集まれヤンヤン ～立志篇』ヤンヤンガールズジュニア2期生 | 2023年度審査員特別賞           |
| 神谷知采                    | V専門学校          | 古舘プロジェクト エージェント契約 | 2023年度ファイナリスト         |
| 香田リン                    | 学習院大学         | OS☆U | 2023年度ファイナリスト         |
| 桜田紬衣                    | 上智大学           | non-no大学生エディターズ3期生 | 2023年度ファイナリスト         |
| 半田遥                      | 学習院大学         | スプラウト所属 | 2023年度ファイナリスト         |
| 室根叶望                    | 法政大学           | LUCY(ウユカノン) | 2023年度ファイナリスト         |
| 稲垣瑠奈                    | 法政大学           | 【1MB Girls】 | 2024年度グランプリ             |
| ドリッシー野田未結          | 明治大学           | 細井自動車TVCM・MBSラジオ『オレたちゴチャ・まぜっ！～集まれヤンヤン ～立志篇』ヤンヤンガールズジュニア2期生 | 2024年度準グランプリ           |
| 菊池陽奈乃                  | 津田塾大学         | スプラウト所属・MBSラジオ『オレたちゴチャ・まぜっ！～集まれヤンヤン ～立志篇』ヤンヤンガールズジュニア2期生・めざましテレビ | 2024年度準グランプリ           |
| 安部音愛                    | 九州大学           | YScompany所属・KBC九州朝日放送『ぎゅっと』(音愛) | 2024年度ファイナリスト         |
| 山崎唯菜                    | 立命館大学         | June bride🩵(甘愛ゆい) | 2024年度ファイナリスト         |

## 開催経緯
2010年、WonderNotesのプロデュースにより、新入生を対象にした元気な個性を輝かせるコンテスト「学生HEROES! Presents フレッシュキャンパスコンテスト2010」として初開催された。2011年、2012年と同様の形態で開催されたが2013年は休止。2014年、ミスキャンパスポータルサイト「MISS COLLE」を運営するエイジ・エンタテインメントの主催で再開されて以降、毎年開催されている。

## 応募資格
大学新入生を対象としたコンテストであるという表記も見られるが、大学以外からの応募も受け付けている実績がある。
2010年度と、2011年度は当該年度より入学予定の方 （4年制大学・短期大学・専門学校）としており、大学新入生に限定しておらず、2012年度は大学（大学院含む）や専門学校に在学中の、全女子学生に応募資格が与えられていた。主催が変わった2014年度には「4月に4年制大学・短期大学・専門学校へ入学した女子学生」に変更された。これ以降も大学新入生に限らず専門学校からのエントリーが2018年度開催までの毎年確認できている。また、2019年度は、「四年制大学・短期大学・大学院・専門学校等、それらに相当する学校に在籍する、2019年度入学の新一年生であること」を挙げていたが、2020年度は「四年制大学・短期大学・大学院・専門学校等、それらに相当する学校に在籍する女性の方。2020年度入学の新一年生であること。」を挙げて性別表記が復活しており、以降も踏襲されている。
大学名非公開、本名以外での応募も可である。

## ファイナリスト

### FRESH CAMPUS CONTEST 2016-2017
| 氏名       | 学校               | その他ミスコン出場歴・他                             |
| ---------- | ------------------ | ---------------------------------------------------- |
| 池渕澄玲   | 鳴門教育大学       | 第30期鳴門うずしお大使                               |
| 伊藤真莉   | 東京大学           | ミス東大コンテスト2018                               |
| 入澤優     | 日本歯科大学       | ミスサークル2017・ミスiD2021                         |
| 岡崎琴子   | 青山学院大学       |                                                      |
| 小倉可愛   | 慶應義塾大学       |                                                      |
| 尾台彩香   | 実践女子大学       |                                                      |
| 小野あおい | 中央大学           |                                                      |
| 柿森愛海   | 福岡女学院大学     | ミスiD2020                                           |
| 川村まり   | 甲南大学           | ミスキャンパス甲南2017準グランプリ・ミスオブミス2018 |
| 木戸玲奈   | 東洋英和女学院大学 |                                                      |
| 齊藤伶奈   | 成蹊大学           |                                                      |
| 佐々木聖夏 | 埼玉大学           | ミスサークル2018 審査員特別賞・ミス埼大2019          |
| 高嶋望和子 | 青山学院大学       |                                                      |
| 髙橋芽生   | 早稲田大学         |                                                      |
| 遠野愛     | 青山学院大学       | ミス青山コンテスト2017                               |
| 豊成春子   | 神戸大学           | ミスキャンパス神戸2017・2018ミス・ユニバース兵庫大会 |
| 橋本紗奈   | 中央大学           | Miss Chuo Contest 2018                               |
| 藤澤真緒   | 立命館大学         |                                                      |
| 桝井香奈   | 関西大学           |                                                      |
| 三浦怜奈   | 大妻女子大学       |                                                      |

### FRESH CAMPUS CONTEST 2017
| 氏名       | 学校               | その他ミスコン出場歴・他 |
| ---------- | ------------------ | --- |
| 五十嵐あい | フェリス女学院大学 | |
| 井芹果奈   | 九州工業大学       | |
| 岩本さくら | 信州大学           | 銀嶺祭 COLLECTION 2017グランプリ |
| 大塚優衣   | 学習院大学         | |
| 大脇有紗   | 名古屋外国語大学   | |
| 刈川くるみ | 日本大学           | フェニックスコンテスト2018グランプリ |
| 斎藤七海   | 帝京大学           | Miss Teikyo Campus Contest2020グランプリ |
| 佐藤黛美   | 福岡大学           | |
| 新谷星歌   | お茶の水女子大学   | |
| 杉浦佳那香 | 武庫川女子大学     | |
| 田口彩夏   | 武蔵大学           | |
| 田部乃詠   | 就実大学           | |
| 手島優里   | 同志社女子大学     | ミスサークル2019・ミス・ワールド・ジャパン2022 |
| 德岡星香   | 岡山大学           | |
| 中野暁     | 群馬県立女子大学   | |
| 中野絵文   | 早稲田大学         | |
| 中村真綾   | 青山学院大学       | ミス青山コンテスト2019 |
| 西愛梨     | 学習院女子大学     | |
| 松田絵里沙 | 明治学院大学       | ミス明治学院コンテスト2018 |
| 吉田恵美   | 東京薬科大学       | OASIS Campus Collection2017準グランプリ・見返り浴衣美人図鑑2017グランプリ・東京薬科大学 Miss.コンテスト2017グランプリ・ミスオブミス2018・ミスいちご2018 |

### FRESH CAMPUS CONTEST 2018
| 氏名       | 学校           | その他ミスコン出場歴・他                                                                                                 |
| ---------- | -------------- | --- |
| 井手麻以花 | 青山学院大学   | ミスサークル2019審査員特別賞・新橋こいち祭ゆかた美人コンテスト2019・ミスワイン群馬2020・Best of Miss群馬2021審査員特別賞 |
| 内海舞香   | 武庫川女子大学 | |
| 岡町綾乃   | 上智大学       | |
| 小川沙樹   | 京都女子大学   | |
| 加藤早和子 | 青山学院大学   | ミス日本コンテスト2021                                                                                                   |
| 小杉倫瑞季 | 慶應義塾大学   | ミス慶應SFCコンテスト2019グランプリ                                                                                      |
| 田代麻純   | 慶應義塾大学   | ミス慶應コンテスト2019準グランプリ                                                                                       |
| 中野唯     | 広島女学院大学 | |
| 永松野々花 | 同志社大学     | |
| 中村美紅   | 東海大学       | ミス東海コンテスト2018グランプリ                                                                                         |
| 西村未来望 | 同志社大学     | |
| 則安美穂   | 中央大学       | |
| 半田鈴奈   | 杏林大学       | ミスアプリコットコンテスト2019グランプリ・ミスオブミス2020                                                               |
| 森千瑛香   | 日本医科大学   | |
| 山中陽菜   | 慶應義塾大学   | ミス慶應2019 |
| 和田弥月   | 慶應義塾大学   | |

### FRESH CAMPUS CONTEST 2019
| 氏名       | 学校               | その他ミスコン出場歴・他         |
| ---------- | ------------------ | -------------------------------- |
| 梅本あゆか | 大阪音楽大学       |                                  |
| 及川響     | 同志社女子大学     |                                  |
| 大谷奈名美 | 成蹊大学           |                                  |
| 大山風香   | 西南学院大学       |                                  |
| 斉藤里奈   | 中央大学           |                                  |
| 坂本奈優   | 慶應義塾大学       | ミス慶應コンテスト2020グランプリ |
| 髙木美結   | 専修大学           |                                  |
| 千葉こころ | 東京成徳大学       |                                  |
| 塚田みゆ   | 立教大学           |                                  |
| 寺岡茉莉花 | 関西学院大学       |                                  |
| 中川紅葉   | 青山学院大学       |                                  |
| 前原未夢   | 沖縄女子短期大学   |                                  |
| 松本華乃   | フェリス女学院大学 |                                  |
| 宮平べれん | 立正大学           |                                  |
| 村上由樹   | 共立女子短期大学   |                                  |
| 望月優夢   | 早稲田大学         |                                  |
| 山田璃々子 | 慶應義塾大学       | ミスSFCコンテスト2021グランプリ  |
| 渡辺萌菜   | 中央大学           |                                  |

### FRESH CAMPUS CONTEST 2020
| 氏名       | 学校             | その他ミスコン出場歴・他              |
| ---------- | ---------------- | ------------------------------------- |
| 絢瀬まる   | 上智大学         |                                       |
| 石井杏奈   | 跡見学園女子大学 |                                       |
| 石川真衣   | 立教大学         |                                       |
| 一ノ瀬舞夕 | 学習院大学       |                                       |
| 伊藤美波   | 早稲田大学       | Waseda Collection 2021モデル          |
| 大嶋紗也佳 | 同志社大学       |                                       |
| 荻原志帆   | 共立女子大学     |                                       |
| 小寺陽向   | 東京都立大学     | 都立大ミスコン2021                    |
| 加藤愛梨   | 中央大学         | Mr.& Miss Chuo Contest 2022グランプリ |
| 金山喜乃花 | 早稲田大学       |                                       |
| 川岸瑠那   | 東洋大学         |                                       |
| 川原かな   | 東京工科大学     |                                       |
| 佐野樹莉亜 | 明治学院大学     |                                       |
| 鈴木亜優   | 群馬大学         |                                       |
| 高岡奈々葉 | 愛媛大学         | ミスジャパン2022準グランプリ          |
| 富田明里   | 立教大学         |                                       |
| 長谷川新奈 | 明治学院大学     |                                       |
| 南野巴那   | 洗足学園音楽大学 |                                       |
| 門上華子   | お茶の水女子大学 | お茶大水コン2022                      |
| 谷嶋穂乃佳 | 法政大学         |                                       |

### FRESH CAMPUS CONTEST 2021
| 氏名       | 学校             | その他ミスコン出場歴・他                                                               |
| ---------- | ---------------- | -------------------------------------------------------------------------------------- |
| 有賀怜香   | 明治大学         |                                                                                        |
| 榎本ゆいな | 学習院大学       |                                                                                        |
| 柿﨑琉花   | 明海大学         |                                                                                        |
| 川村凜     | 日本大学         |                                                                                        |
| 北川満萌   | 洗足学園音楽大学 |                                                                                        |
| 木戸結菜   | 学習院大学       | ミス学習院コンテスト2022グランプリ・MISS OF MISS CAMPUS QUEEN CONTEST 2023準グランプリ |
| 小谷川莉乃 | 関西学院大学     | ミスミスターキャンパス関西学院2022                                                     |
| 堺理沙     | 白百合女子大学   |                                                                                        |
| 下津心夢   | 学習院大学       | ミス学習院コンテスト2022                                                               |
| 髙村栞里   | 共立女子大学     |                                                                                        |
| 立花蘭     | 白百合女子大学   |                                                                                        |
| 鄭悠亜     | 東京大学         |                                                                                        |
| 野口華音   | 上智大学         |                                                                                        |
| 長谷川莉来 | 慶應義塾大学     |                                                                                        |
| 馬場菜緒   | 法政大学         |                                                                                        |
| 日向すみか | 中央大学         |                                                                                        |
| 藤嶌梨乃   | K大学            |                                                                                        |
| 坊迫咲藍   | 武庫川女子大学   |                                                                                        |
| 松本奈子   | 関西学院大学     |                                                                                        |
| 矢花優奈   | 慶應義塾大学     |                                                                                        |

### FRESH CAMPUS CONTEST 2022
| 氏名         | 学校         | その他ミスコン出場歴・他                                                                         |
| ------------ | ------------ | ------------------------------------------------------------------------------------------------ |
| 雨宮凜々子   | 東京女子大学 |                                                                                                  |
| 石原未彩     | 日本女子大学 |                                                                                                  |
| 今井陽菜     | 関西学院大学 | ミスミスターキャンパス関西学院2023グランプリ                                                     |
| 大関ありさ   | 早稲田大学   | Waseda Collection 2023モデル                                                                     |
| 沖玲萌       | 立教大学     |                                                                                                  |
| 小杉怜子     | 青山学院大学 |                                                                                                  |
| 後藤心優     | 名城大学     |                                                                                                  |
| 阪上朋花     | 学習院大学   |                                                                                                  |
| 下藤花鈴     | 青山学院大学 |                                                                                                  |
| 鈴木心緒     | 青山学院大学 |                                                                                                  |
| 滝口碧空     | 早稲田大学   |                                                                                                  |
| 辻本菜々穂   | 奈良女子大学 |                                                                                                  |
| つるわかさき | 大阪音楽大学 |                                                                                                  |
| 中嶋未来     | 上智大学     | Sophian's Contest2024グランプリ                                                                  |
| 花田ゆり     | 関西大学     |                                                                                                  |
| 本多未佳     | T専門学校    |                                                                                                  |
| 森田莉緒     | 桜美林大学   | ミス・ミスター桜美林コンテスト2023グランプリ・MISS OF MISS CAMPUS QUEEN CONTEST 2024準グランプリ |
| 安澤祐希     | 関西大学     |                                                                                                  |
| 山口愛悠伽   | S大学        |                                                                                                  |
| 和田明果     | 立命館大学   | ミスキャンパス立命館2023準グランプリ・MISS OF MISS CAMPUS QUEEN CONTEST 2024                     |

### FRESH CAMPUS CONTEST 2023
| 氏名       | 学校               | その他ミスコン出場歴・他 |
| ---------- | ------------------ | ------------------------ |
| 太田果蓮   | K大学              |                          |
| 小倉心優   | 早稲田大学         |                          |
| 勝村涼音   | 立命館大学         | CAMPUS GIRLS 2025        |
| 加藤怜     | 成城大学           |                          |
| 神谷知采   | V専門学校          |                          |
| 香田リン   | 金城学院大学       |                          |
| 桜田紬衣   | 上智大学           |                          |
| 角田心乃花 | 大阪産業大学       |                          |
| 瀧下鈴     | 東京学芸大学       |                          |
| 辻村麻琴   | 明治大学           |                          |
| 花田愛実   | 甲南女子大学       |                          |
| 半田遥     | 共立女子大学       |                          |
| 廣中弥音   | 関西学院大学       |                          |
| 藤岡花     | 日本大学           |                          |
| 水越侑季   | フェリス女学院大学 |                          |
| 室根叶望   | 法政大学           |                          |

### FRESH CAMPUS CONTEST 2024
| 氏名               | 学校             | その他ミスコン出場歴・他 |
| ------------------ | ---------------- | --- |
| 安部音愛           | 九州大学         | ジュニアアースジャパン2021日本大会準グランプリ・ミスブライダルモデル2023全国大会ティーングランプリ・ジャパンコレクション2023準グランプリ・ミス翠嵐2023 |
| 井田礼香           | 明治大学         | |
| 一条美輝           | 京都大学         | ベストオブミス京都2025ミスユニバーシティ部門グランプリ                                                                                                 |
| 稲垣瑠奈           | 法政大学         | |
| 粕谷茉亜紗         | 大妻女子大学     | |
| 菊池陽奈乃         | 津田塾大学       | |
| 香西万桜           | 近畿大学         | |
| 柴田璃咲           | 上智大学         | |
| 城井香那           | 立教大学         | |
| 寺西実礼           | 大阪医科薬科大学 | |
| ドリッシー野田未結 | 明治大学         | |
| 中村凛音           | 明治大学         | |
| 濱伊吹             | 早稲田大学       | |
| 山崎唯菜           | 立命館大学       | |
| 山下美莉           | 東京女子大学     | |
| 山本彩未           | T大学            | |